# STS-133
Mise STS-133 byla posledním startem raketoplánu Discovery do kosmu. Start původně plánovaný na listopad 2010 se odkládal a nakonec raketoplán vzlétl až 24. února 2011. Hlavním úkolem bylo přípojení plošiny ELC 4 a doručení víceúčelového logistického modulu „Leonardo“ a náhradních dílů k Mezinárodní vesmírné stanici (ISS).
Během mise byl na palubu ISS dopraven i americký robot nazvaný Robonaut 2 pro testování ve stavu beztíže.

## Posádka
- Steven Lindsey (5) – velitel[1]
- Eric Boe (2) – pilot
- Benjamin Drew (2) – letový specialista
- Stephen Bowen (3) – letový specialista (nahradil původně jmenovaného Tima Kopru)
- Michael Barratt (2) – letový specialista
- Nicole Stottová (2) – letový specialista

Všichni jsou Američané.
(V závorkách je uvedený počet letů do vesmíru včetně této mise.)

## Předstartovní přípravy
V pondělí 20. září 2010 byl raketoplán Discovery převezen na startovací rampu LC-39A. Zkušební odpočítávání TCDT (Terminal Countdown Demonstration Test) za účasti letové posádky proběhlo 15. října 2010.
Raketoplán Discovery STS-133 měl původně vzlétnout do kosmu 1. listopadu 2010. Z různých příčin ale musel být start několikrát odložen a po problémech s únikem plynného vodíku při tankování a nalezení trhliny v pěnové izolaci nádrže ET bylo rozhodnuto, že nádrž ET musí být před startem opravena.
Dne 22. prosince 2010 byl raketoplán Discovery STS-133 převezen zpět do haly VAB, kde byly opraveny praskliny na vnější palivové nádrži. Vedení NASA kvůli tomu odložilo start STS-133 až na konec února 2011. Převoz celé sestavy zpět na startovací rampu se po dokončení oprav uskutečnil 1. února 2011.

## Průběh letu

### 1. letový den - Start
Raketoplán Discovery STS-133 úspěšně odstartoval do kosmu 24. února 2011 ve 21:53:24 UTC (22:53:24 SEČ). Po navedení na oběžnou dráhu kosmonauti otevřeli dveře nákladového prostoru, vyklopili parabolickou anténu pro pásmo Ku, aktivovali manipulátor SRMS a provedli základní kontrolu nákladového prostoru.

### 2. letový den - Kontrola tepelné ochrany raketoplánu
Proběhla standardní kontrola tepelné ochrany raketoplánu pomocí senzorů OBSS (Orbiter Boom Sensor System), příprava skafandrů pro budoucí výstupy do kosmu, instalace sbližovací kamery, vysunutí stykovacího mechanizmu a sbližovací motorické manévry.

### 3. letový den - Připojení ke stanici ISS
Raketoplán se připojil k Mezinárodní kosmické stanici ISS v sobotu 26. února 2011 ve 20:14 SEČ. Tentokrát trvalo poněkud déle, než se ustálilo kývání raketoplánu a mohly být přitaženy příruby stykovacího zařízení. Posádky se tak setkaly v ISS až ve 22:16 SEČ. Ještě během téhož letového dne kosmonauti pomocí manipulátorů SRMS a SSRMS vyzvedli z nákladového prostoru plošinu ELC4 a přemístili ji na staniční nosník S3. Na plošině ELC4 byl při startu upevněn náhradní (záložní) radiátor pro termoregulační systém stanice a je zde také řada úchytných bodů pro budoucí umístění další externího vybavení stanice.

### 4. letový den - Přípravy na výstup EVA-1
Hlavní náplní čtvrtého letového dne bylo přenášení nákladu mezi raketoplánem a stanicí (bylo přeneseno cca 900 kg vybavení pro ISS a přes 1000 kg nákladu pro návrat na Zemi) a také příprava na výstup do kosmu (EVA-1).

### 5. letový den - Výstup EVA-1
Výstup EVA-1 proběhl v pondělí 28. února 2011 od 16:46 SEČ. Během výstupu kosmonauti Steve Bowen a Al Drew postupně nainstalovali záložní napájecí kabel J612 mezi moduly Unity a Tranquility, přemístili vadný modul čerpadla z mobilního transportéru MT na plošinu ESP-2 a provedli řadu drobnějších údržbářských prací na povrchu stanice. Na konci výstupu se uskutečnil propagační experiment, při kterém kosmonauti do malé kovové termosky "zachytili kosmické vakuum" a přitom vše fotograficky dokumentovali. Získaný materiál (termoska a snímky) bude vystaven na Zemi a má sloužit ke zvýšení zájmu mladých Japonců o kosmický výzkum. Výstup EVA-1 trval celkem 6 hodin a 34 minut.

### 6. letový den - Instalace modulu PMM Leonardo na ISS
Z nákladového prostoru raketoplánu byl vyložen modul (Permanent Multipurpose Module) PMM Leonardo a byl natrvalo připojen k dolnímu uzlu modulu Unity.

### 7. letový den - Výstup EVA-2
Druhý výstup do kosmu (EVA-2) provedli Drew a Bowen 2. března 2011. Během výstupu kosmonauti vypustili zbývající amoniak z vadného čerpadla (přemístěného při EVA-1), sejmuli plošinu LWAPA na experimenty z modulu Columbus, nainstalovali reflektory na dva vozíky CETA, nainstalovali kameru a ochrannou krytku na manipulátor DEXTRE, nasadili krytku na kameru manipulátoru SSRMS a provedli několik dalších drobnějších prací na povrchu stanice. Výstup EVA-2 trval celkem 6 hodin a 14 minut.

### 8. letový den - Přenášení nákladu
Ve čtvrtek 3. března 2011 kosmonauti vybalovali náklad z modulu PMM a také o cca 1,7 km zvýšili dráhu ISS pomocí manévrovacích motorků raketoplánu. V druhé polovině dne měli kosmonauti trochu osobního volna. Na konci osmého letového dne se uskutečnil telefonický rozhovor mezi americkým prezidentem Obamou a posádkami na ISS.

### 9. letový den - Přenášení nákladu
Pokračovalo přenášení nákladu mezi PMM Leonardo a stanicí.

### 10. letový den - Přenášení nákladu
Kosmonauti dokončili přenášení nákladu mezi raketoplánem a ISS, a také vybalování věcí z nového modulu PMM. Podařilo se jim také opravit zařízení CDRA (Carbon Dioxide Removal Assembly) pro odstraňování oxidu uhličitého z atmosféry stanice.

### 11. letový den - Rozloučení posádek
Po chvilce zaslouženého odpočinku se posádky rozloučily a rozdělily. Poslední průlez mezi raketoplánem a stanicí ISS byl uzavřen 6. března 2011 ve 22:11 SEČ.

### 12. letový den - Odlet raketoplánu od stanice ISS
K odpojení Discovery STS-133 od ISS došlo 7. března 2011 ve 13:00 SEČ. Následoval standardní inspekční oblet stanice a pak se raketoplán vzdálil. Ještě tentýž den proběhla závěrečná kontrola tepelné ochrany raketoplánu pomocí OBSS.

### 13. letový den - Přípravy na přistání
Kosmonauti provedli standardní testy přistávacích systémů raketoplánu, úklid kabiny a zaklopení parabolické antény pro pásmo Ku.

### 14. letový den - Přistání na KSC
Raketoplán Discovery ukončil svoji poslední (39. misi) návratem od Mezinárodní vesmírné stanice ISS dne 9. března 2011 v 17:57 hodin SEČ, když úspěšně přistál na letišti SLF (Shuttle Landing Facility) na Kennedyho vesmírném středisku (KSC). Skvělá kariéra tohoto konkrétního stroje se tak uzavřela. Raketoplán Discovery během téměř 27 roků služby od roku 1984 absolvoval 39 misí, při kterých strávil v kosmu přes 355 dní a nalétal cca 238 milionů km. Tento raketoplán bude později umístěn v muzeu NASA.